# 斯里弗环形山
斯里弗环形山（Slipher）是位于月球背面北半部的一座大撞击坑，约形成于早雨海世，其名称取自二位美国天文学家厄尔·查尔斯·斯莱弗(1883年－1934年)和维斯托·梅尔文·斯莱弗(1875年－1969年)兄弟，1970年被国际天文学联合会批准接受。

## 描述

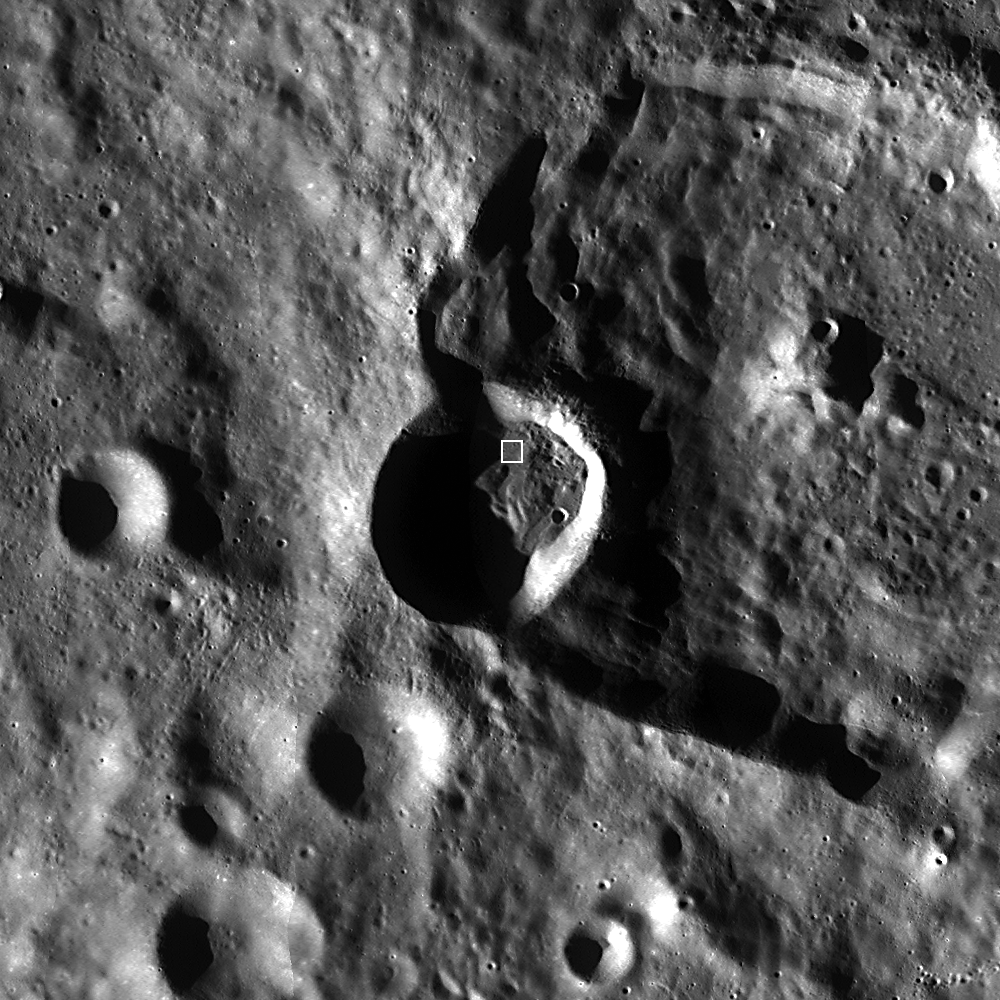
斯里弗环形山和卫星坑"斯里弗 S"，月球勘测轨道飞行器拍摄，图像宽度约100公里，坑底带白色方框的是卫星坑"斯里弗 S"。

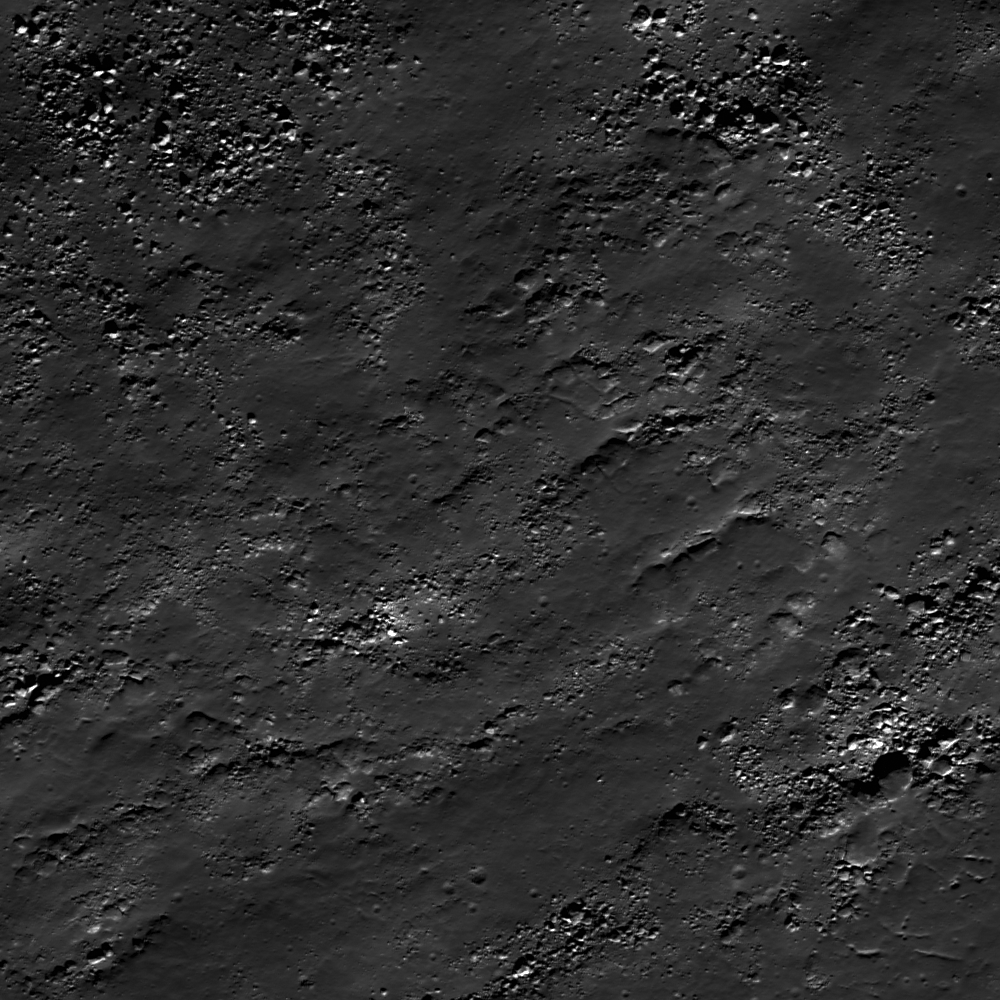
卫星坑"斯里弗 S"坑内的巨石和凝固的熔岩，月球勘测轨道飞行器拍摄，图像宽度约650米。

该陨坑位于达朗伯环形山坑底西南部，西南偏西毗邻坎贝尔环形山、北面坐落了山本一清环形山、而朗之万环形山则位于它的西南偏南面。该陨坑中心月面坐标为49°17′N 160°16′E / 49.28°N 160.27°E，直径74.4公里，深度约2.75公里。
斯里弗环形山是一座较年轻的陨石坑，受侵蚀程度较低，外观大体圆形但边缘略为不规则。该陨坑坑壁边沿清晰，与达朗伯环形山相交部分则有些磨损、夷平，西侧坑壁上横跨了更年轻的卫星坑"斯里弗 S"，内侧坡显示有阶地状结构的残迹。环形山坑壁高出周边地形1280米，内部容积约有4200公里3。坑内地表除东北部相对平坦外，其它部分则崎岖不齐，坑底中心附近分布有一群由钙长石(A)和含85-90%斜长石的辉长-苏长-橄长斜长岩(GNTA1)构成的中央山脊。

## 卫星陨石坑
按惯例，最靠近斯里弗环形山的卫星坑将在月图上以字母标注在它的中心点旁边。

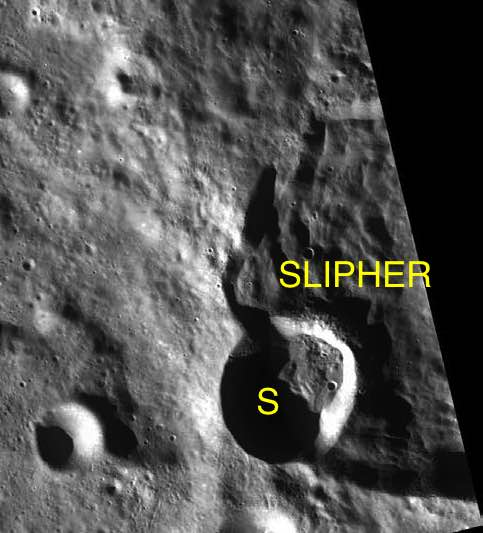
LAC-17 区域图

| 斯里弗 | 纬度    | 经度     | 直径    |
| ------ | ------- | -------- | ------- |
| S      | 49.2° N | 158.7° E | 26 公里 |

## 另请参阅
- Andersson, L. E.; Whitaker, E. A. . NASA RP-1097. 1982.
- Blue, Jennifer. . USGS. July 25, 2007  [2007-08-05]. （原始内容存档于2015-05-26）.
- Bussey, B.; Spudis, P. . New York: Cambridge University Press. 2004. ISBN 978-0-521-81528-4.
- Cocks, Elijah E.; Cocks, Josiah C. . Tudor Publishers. 1995. ISBN 978-0-936389-27-1.
- McDowell, Jonathan. . Jonathan's Space Report. July 15, 2007  [2007-10-24]. （原始内容存档于2015-01-12）.
- Menzel, D. H.; Minnaert, M.; Levin, B.; Dollfus, A.; Bell, B. . Space Science Reviews. 1971, 12 (2): 136–186. Bibcode:1971SSRv...12..136M. doi:10.1007/BF00171763.
- Moore, Patrick. . Sterling Publishing Co. 2001. ISBN 978-0-304-35469-6.
- Price, Fred W. . Cambridge University Press. 1988. ISBN 978-0-521-33500-3.
- Rükl, Antonín. . Kalmbach Books. 1990. ISBN 978-0-913135-17-4.
- Webb, Rev. T. W.  6th revised. Dover. 1962. ISBN 978-0-486-20917-3.
- Whitaker, Ewen A. . Cambridge University Press. 1999. ISBN 978-0-521-62248-6.
- Wlasuk, Peter T. . Springer. 2000. ISBN 978-1-85233-193-1.